# Cratere Meitner (Venere)
Meitner è un cratere sulla superficie di Venere. È dedicato alla fisica austriaca Lise Meitner (1878-1968).